# La Rothière
La Rothière est une commune française située dans le département de l'Aube en région Grand Est.

## Géographie
| Dienville  |             | Petit-Mesnil |
|            | La Rothière |              |
| Unienville | Juvanzé     |              |

### Hydrographie
La commune est dans la région hydrographique « la Seine de sa source au confluent de l'Oise (exclu) » au sein du bassin Seine-Normandie. Elle est drainée par le Fossé 01 des Ménissons et le ru Saint-Michel,.

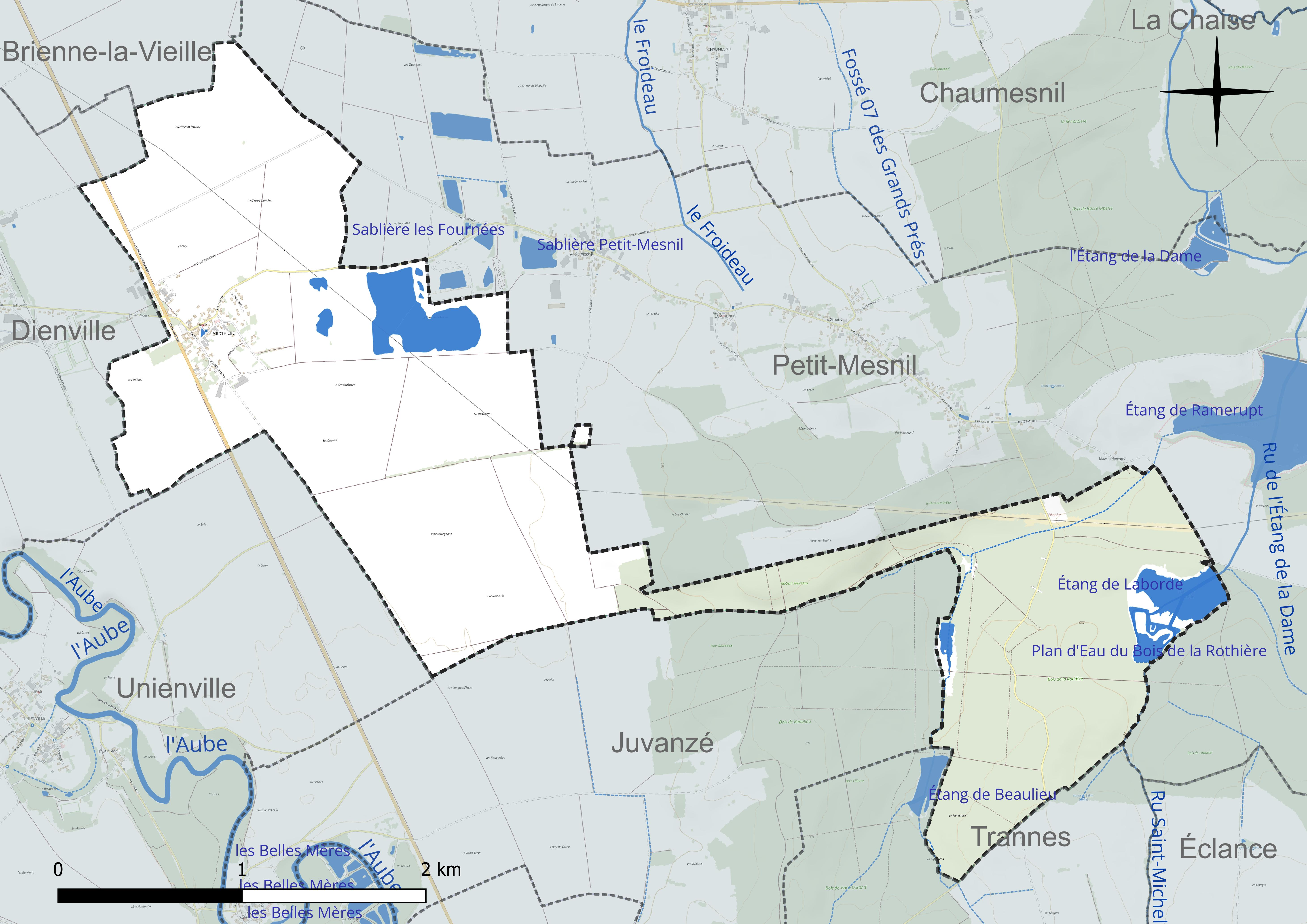
Réseau hydrographique de la Rothière.

Quatre plans d'eau complètent le réseau hydrographique : le plan d'eau du Bois de la Rothière (3,3 ha), l'étang de Beaulieu, d'une superficie totale de 3,4 ha (0 ha sur la commune), l'étang de Laborde (9,2 ha) et l'étang Murat (1,3 ha),.

### Climat
Pour des articles plus généraux, voir Climat du Grand Est et Climat de l'Aube.
En 2010, le climat de la commune est de type climat océanique dégradé des plaines du Centre et du Nord, selon une étude du Centre national de la recherche scientifique s'appuyant sur une série de données couvrant la période 1971-2000. En 2020, Météo-France publie une typologie des climats de la France métropolitaine dans laquelle la commune est exposée à un climat océanique altéré et est dans la région climatique Lorraine, plateau de Langres, Morvan, caractérisée par un hiver rude (1,5 °C), des vents modérés et des brouillards fréquents en automne et hiver.
Pour la période 1971-2000, la température annuelle moyenne est de 10,3 °C, avec une amplitude thermique annuelle de 15,9 °C. Le cumul annuel moyen de précipitations est de 789 mm, avec 11,4 jours de précipitations en janvier et 8,4 jours en juillet. Pour la période 1991-2020, la température moyenne annuelle observée sur la station météorologique de Météo-France la plus proche, « Mathaux-Étape », sur la commune de Mathaux à 7 km à vol d'oiseau, est de 11,5 °C et le cumul annuel moyen de précipitations est de 733,9 mm. 
La température maximale relevée sur cette station est de 41,5 °C, atteinte le 25 juillet 2019 ; la température minimale est de −18 °C, atteinte le 2 janvier 1997,,.
Les paramètres climatiques de la commune ont été estimés pour le milieu du siècle (2041-2070) selon différents scénarios d'émission de gaz à effet de serre à partir des nouvelles projections climatiques de référence DRIAS-2020. Ils sont consultables sur un site dédié publié par Météo-France en novembre 2022.

## Urbanisme

### Typologie
Au 1er janvier 2024, La Rothière est catégorisée commune rurale à habitat dispersé, selon la nouvelle grille communale de densité à 7 niveaux définie par l'Insee en 2022.
Elle est située hors unité urbaine et hors attraction des villes,.

### Occupation des sols
L'occupation des sols de la commune, telle qu'elle ressort de la base de données européenne d’occupation biophysique des sols Corine Land Cover (CLC), est marquée par l'importance des territoires agricoles (57,7 % en 2018), en diminution par rapport à 1990 (65,7 %). La répartition détaillée en 2018 est la suivante : 
terres arables (57,6 %), forêts (31,3 %), mines, décharges et chantiers (4 %), zones urbanisées (3,9 %), eaux continentales (3 %), prairies (0,1 %). L'évolution de l’occupation des sols de la commune et de ses infrastructures peut être observée sur les différentes représentations cartographiques du territoire : la carte de Cassini (XVIIIe siècle), la carte d'état-major (1820-1866) et les cartes ou photos aériennes de l'IGN pour la période actuelle (1950 à aujourd'hui).

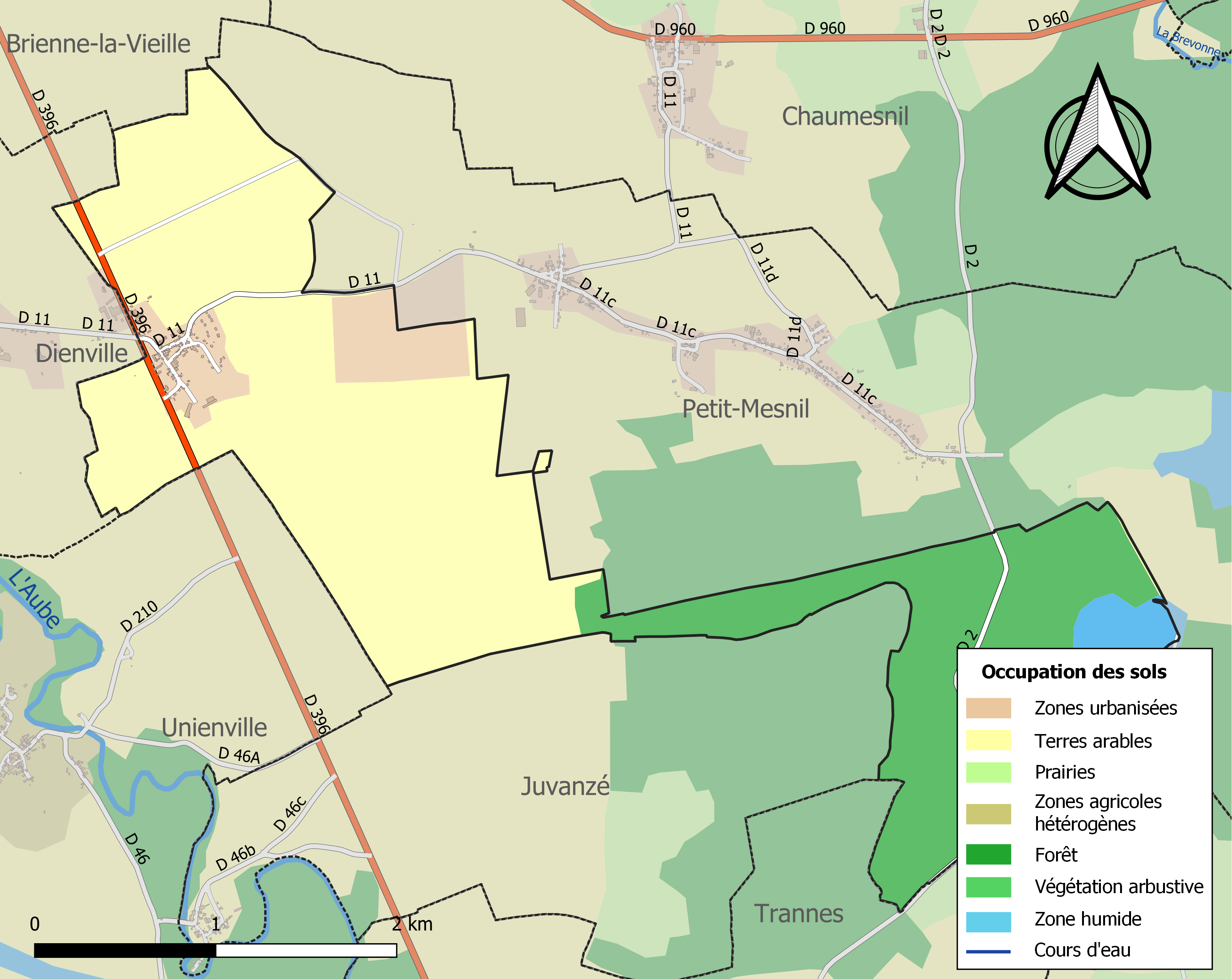
Carte des infrastructures et de l'occupation des sols de la commune en 2018 (CLC).

## Politique et administration
| Période                                  | Période  | Identité                                         | Étiquette | Qualité        |
| ---------------------------------------- | -------- | ------------------------------------------------ | --------- | -------------- |
| Les données manquantes sont à compléter. |          |                                                  |           |                |
| avant 1986                               | ?        | Maurice Lavigne                                  | FN        | Retraité       |
| 1989                                     | ?        | Jean-Marie Demarson                              |           |                |
| 2008                                     | 2017     | Michèle Huet                                     |           | Démissionnaire |
| 2017                                     | En cours | Bruno Beltramelli Réélu pour le mandat 2020-2026 |           |                |

## Démographie
L'évolution du nombre d'habitants est connue à travers les recensements de la population effectués dans la commune depuis 1793. Pour les communes de moins de 10 000 habitants, une enquête de recensement portant sur toute la population est réalisée tous les cinq ans, les populations de référence des années intermédiaires étant quant à elles estimées par interpolation ou extrapolation. Pour la commune, le premier recensement exhaustif entrant dans le cadre du nouveau dispositif a été réalisé en 2005.

En 2022, la commune comptait 125 habitants, en évolution de +14,68 % par rapport à 2016 (Aube : +0,7 %, France hors Mayotte : +2,11 %).
| 1793 | 1800 | 1806 | 1821 | 1831 | 1836 | 1841 | 1846 | 1851 |
| ---- | ---- | ---- | ---- | ---- | ---- | ---- | ---- | ---- |
| 129  | 142  | 137  | 120  | 154  | 153  | 154  | 154  | 155  |

| 1856 | 1861 | 1866 | 1872 | 1876 | 1881 | 1886 | 1891 | 1896 |
| ---- | ---- | ---- | ---- | ---- | ---- | ---- | ---- | ---- |
| 152  | 135  | 114  | 114  | 109  | 102  | 91   | 83   | 83   |

| 1901 | 1906 | 1911 | 1921 | 1926 | 1931 | 1936 | 1946 | 1954 |
| ---- | ---- | ---- | ---- | ---- | ---- | ---- | ---- | ---- |
| 92   | 87   | 94   | 101  | 95   | 109  | 112  | 114  | 128  |

| 1962 | 1968 | 1975 | 1982 | 1990 | 1999 | 2005 | 2006 | 2010 |
| ---- | ---- | ---- | ---- | ---- | ---- | ---- | ---- | ---- |
| 101  | 118  | 124  | 117  | 121  | 125  | 112  | 110  | 107  |

| 2015 | 2020 | 2022 | - | - | - | - | - | - |
| ---- | ---- | ---- | - | - | - | - | - | - |
| 113  | 116  | 125  | - | - | - | - | - | - |

## Culture locale et patrimoine

### Lieux et monuments
- Église de la Nativité-de-Notre-Dame de La Rothière.
- Chapelle Notre-Dame-des-Sept-Douleurs de La Rothière.

### Personnalités liées à la commune
- Jean Joseph Marguet (1773-1814), général des armées de l'Empire, tombé au champ d'honneur à la bataille de La Rothière.

### Héraldique
| Blason de La Rothière | Blason  | D'azur à la cotice en barre d'or accompagnée en chef d'une couronne fermée de laurier d'or, remplie du même et enfermant la lettre N capitale de sable et en pointe de deux épis de blé tigés et feuilles d'or l'un posé en pal et l'autre brochant en barre, au comble d'azur chargé d'une double burelle potencée et contre-potencée d'or. |
| Blason de La Rothière | Détails | Ce blason a été créé et dessiné par monsieur Henri Druez, ancien maire adjoint de la commune. Le statut officiel du blason reste à déterminer. |